# Адамов, Андрей Иванович
Андрей Иванович Ада́мов (1913—2005) — советский горный инженер, лауреат Сталинской премии.

## Биография
Родился 1 (14 октября) 1913 года в Баку (ныне Азербайджан). Окончил АзИИ (1939) и по мобилизации ЦК ВКП(б) прибыл в Ухтижемлаг. Работал в Ухте до 1974 года:
- 1939—1941 — ст. инженер по бурению поверхностных скважин, зам. гл. инженера, нач. Ярегского нефтяного промысла
- 1942—1943 — гл. инженер «Нефтешахтстроя»
- 1943—1949 — начальник эксплуатации нефтешахты No 1
- 1949—1952 — начальник нефтешахты No 2
- 1952—1955 — нач. треста техснаба «Ухткомбината»
- 1956—1958 — ст. инженер управления Комисовнархоза
- 1959—1960 — нач. Войвожского управления «Стройиндустрия» и треста Войвожского нефтепромыслового управления
- 1960—1974 — зам. начальника Ухтинского территориального геологического управления.

С 1974 года на пенсии, жил в Москве.

## Награды и премии
- Сталинская премия второй степени (1947) — за разработку и внедрение шахтного способа добычи нефти в условиях Ухты
- Заслуженный деятель науки и техники Коми АССР (1949)
- Орден Трудового Красного Знамени (1943)
- Орден «Знак Почёта» (1944)
- Почётный нефтяник СССР
- Почётный разведчик недр
- Почётный гражданин Ухты (1998)